# Otto Hammann
Otto Hammann (* 23. Januar 1852 in Blankenhain; † 18. Juni 1928 in Fürstenberg/Havel) war ein deutscher Jurist und Pressereferent im Auswärtigen Amt von 1894 bis 1916.

## Familie und Studium
Seine Vorfahren lassen sich in Schwaben bis auf das Jahr 1545 durch ein Wappen zurückverfolgen. Sein Ururgroßvater Johann Wolfgang Hammann war der Begründer der Porzellanfabrik Wallendorf (Wallendorfer Porzellan Manufaktur) im Jahre 1764.
Als Sohn des Eduard Hammann, eines Gutsbesitzers, und seiner Ehefrau Luise Theuß besuchte er das Lyzeum in Eisenberg und das  Gymnasium in Weimar. Danach studierte er Rechtswissenschaften in Heidelberg, Jena und Leipzig. Am 7. April 1873 legte er das 1. juristische Examen ab. Im Januar 1874 erlangte er die  Promotion zum Dr. jur.
Hammann wurde zusammen mit seinem ehemaligen Freund, dem Architekten Bruno Schmitz, und dessen Frau Lucia Schmitz in einen der prominentesten Sexskandale des Kaiserreichs verwickelt: Nach dem Tod seiner ersten Frau Erna, geb. von Bönninghausen, die er 1879 geheiratet hatte, begann Hammann eine Affäre mit Lucia Schmitz, der Enkelin des Malers Bonaventura Genelli. Diese ließ sich schließlich im Jahr 1902 scheiden.
Mitte Oktober 1903 erklärte Hammann vor dem Königlich Preußischen Amtsgericht unter Eid, zwischen dem Paar habe seit dem Tag ihrer Scheidung „Exzesse der Leidenschaft“ gegeben, ein normaler Geschlechtsakt und eine „immissio penis“ habe jedoch nie stattgefunden. Hierdurch sollte eine Vereinbarung des geschiedenen Ehepaares zur finanziellen Absicherung der beiden gemeinsamen Töchter abgesichert werden. Schmitz hatte sexuelle Enthaltsamkeit seiner Exfrau bis zu einer eventuellen Wiederverheiratung zur Voraussetzung für die Zahlung in Höhe von 200.000 Mark gemacht.
Einige Monate nach der Verhandlung, im April 1904, heiratete das Paar. Hammann musste sich am 21. Januar 1909 im Reichstag vor der Kommission für den Reichshaushaltsetat wegen der Affäre verantworten. Im Herbst 1917 starb Lucia Hammann.

## Juristischer Dienst, Militärzeit und Schriftstellerei
Im großherzoglichen Justizdienst in Weimar betätigte er sich vom 10. Februar 1874 bis zum 19. Februar 1875 als Referendar. Einen einjährigen freiwilligen Militärdienst absolvierte er vom 1. April 1875 bis zum 31. März 1876 beim Leibregiment 100 in Dresden. Zum Seconde-Lieutenant der Reserve wurde er im Juni 1877, zum Premier-Lieutenant der Reserve im Jahre 1885 befördert.
In den Jahren 1877 bis 1893 widmete er sich der Schriftstellerei und der Korrespondenz in Zeitungen, wobei er sich vom 15. Juni 1885 bis 1. Januar 1894 im preußischen Innenministerium im Literarischen Büro als Redakteur für die Neuesten Mitteilungen betätigte. Hatte sich Hammann zuerst mit der Belletristik beschäftigt, so wandte er sich immer mehr politischen Publikationen zu, wobei er eine Korrespondenz leitete, für einige Zeit in der Redaktion des Deutschen Tageblattes arbeitete und dann Artikel für in- und ausländische Zeitungen schrieb.
So arbeitete er von Berlin aus für die Schlesische Zeitung, die Allgemeine Zeitung in München, den Hamburgischen Correspondenten und für den Pester Lloyd. Im Juni 1892 wurde der Reichskanzler Leo von Caprivi auf ihn aufmerksam und bot ihm eine Stelle als Pressereferent im Auswärtigen Amt an.

## Beginn im Auswärtigen Amt
Am 1. Januar 1894 nahm er die Stelle in der Abteilung I A ein, die für die politischen Aufgaben zuständig war und die vorher Rudolf Lindau, Alfred von Kiderlen-Waechter und Constantin Rößler innehatten. Seine journalistische Bewegungsfreiheit wurde allerdings durch Vorgaben des Reichskanzlers und des zuständigen Staatssekretärs stark eingeschränkt. Zu dem einflussreichen Friedrich von Holstein entwickelte er ein distanziertes Verhältnis.
Pressekonferenzen gab es damals noch nicht; Kontakte zur Presse wurden durch persönliche Gespräche und Sammeln von Zeitungsberichten der in- und ausländischen Presse gepflegt. Zu Arthur von Huhn als Vertreter der Kölner Zeitung und August Stein von der Frankfurter Zeitung hatte er ausgezeichnete Verbindungen. Am 29. Oktober 1894 übernahm Chlodwig zu Hohenlohe-Schillingsfürst das Amt des Reichskanzlers.

## Aufstieg und Krise unter Bülow
Eine Änderung zum Amt des Reichskanzlers trat mit dem Amtsantritt von Bernhard von Bülow am 17. Oktober 1900 ein. Ab jetzt erhielt Hammann bei von Bülow ein direktes Vortrags- und Zugangsrecht. Damit war aber auch eine Auseinandersetzung mit von Holstein gegeben, der kein „Nebenkabinett“ dulden wollte. Der Konflikt in der Regierung eskalierte in der  Marokkokrise im Frühjahr 1905.
Holstein verlangte von Hammann, dass in der Norddeutschen Allgemeinen Zeitung ein scharfer Artikel gegen Frankreich erscheinen sollte. Hammann weigerte sich jedoch, so einen kriegerischen Ton anzuschlagen, da schon die Reise des Kaisers nach Tanger deutliche Zeichen setzen würde, die in der Öffentlichkeit hinreichend Unruhe verbreiten würden. Bülow unterstützte Hammann in dieser Haltung, wodurch die Spannungen zu Holstein weiter wuchsen.
Holstein verlangte nun im Kabinett den Posten des Direktors über die politische Abteilung im Auswärtigen Amt und damit über die Pressearbeit. Da Holstein aber noch mit anderen Problemen belastet war und infolgedessen am 5. April 1906 seinen Rücktritt einreichte, wurde diese Direktive nicht mehr wirksam.

## Einschränkungen, Zensur und Abschied
Im Jahre 1909 wurde Theobald von Bethmann Hollweg Reichskanzler, womit die Bedeutung der Pressearbeit im Auswärtigen Amt wieder abnahm. Am 3. Mai 1909 wurde er im Zusammenhang mit der Scheidungsaffäre Schmitz vor dem Berliner Landgericht wegen Meineids angeklagt und deswegen vorläufig von seinem Amt suspendiert. Nach seinem Freispruch am 6. Juli 1909 konnte er seine Arbeit fortsetzen.
Die Kontakte zur Presse und Öffentlichkeit nahmen ab, und die Störungen für Hammann wuchsen in seiner Tätigkeit. So nahm der Staatssekretär Alfred von Kiderlen-Waechter eigene Darstellungen vor und das Reichsmarineamt betrieb mit eigenen Leuten Propaganda. Mit dem Beginn des  Ersten Weltkriegs wurde die Zensur eingeführt, die Informationen aus dem Ausland unterblieben und das Kriegspresseamt stand unter der engen Aufsicht der Obersten Heeresleitung.
Am 12. April 1915 wurde er noch zum Direktor der Abteilung IV für Nachrichten und Neueinrichtungen ernannt. Vier Monate später erfolgte die Übernahme der Position des stellvertretenden preußischen Bevollmächtigten zum Bundesrat. Diese Aufgaben konnten ihn nicht mehr erfüllen, weshalb er mit Wirkung vom 1. April 1917 in den Ruhestand trat.
Schon 1916 hatte er den Vorsitz im Aufsichtsrat der Nachrichtenagentur Transocean GmbH übernommen. Daneben schrieb er seine Erinnerungen auf und verfasste Schriften zur Zeitgeschichte, die sehr detailliert bestimmte historische Einzelheiten und Hinweise über Personen beschreiben.

## Schriften
- Die deutschen Standesherren und ihre Sonderrechte, Donaueschingen 1888
- Was nun? Zur Geschichte der socialistischen Arbeiterpartei in Deutschland, Berlin 1889
- Die kommunistische Gesellschaft, Berlin 1891
- Der neue Kurs - Erinnerungen, Berlin 1918
- Zur Vorgeschichte des Weltkrieges, Berlin 1918
- Um den Kaiser - Erinnerungen aus den Jahren 1906-09, Berlin 1919
- Der mißverstandene Bismarck. 20 Jahre deutscher Weltpolitik, Berlin 1921
- Bilder aus der letzten Kaiserzeit, mit Lichtdrucken von Olaf Gulbransson, Berlin 1922
- Deutsche Weltpolitik 1890-1912, Berlin 1925
- Aufzeichnungen, in: Archiv für Politik und Geschichte 3 (1925), S. 541–553

## Referenzen
- Gerhard Keiper, Martin Kröger: Bibliographisches Handbuch des deutschen Auswärtigen Amtes 1871-1945, Bd. 2, Paderborn 2005